# Иванов, Валерий Феликсович
Валерий Феликсович Иванов (19 июля 1961, Луганск) — украинский журналист, специалист в области массовых коммуникаций, доктор филологических наук (1996), профессор (2000). Президент Академии украинской прессы, член НСЖУ и Комиссии по журналистской этике. Автор первого в Украине учебника «Журналистская этика» (2006, в соавторстве с Владимиром Сердюком). С 1999 года заведует кафедрой рекламы и связей с общественностью Института журналистики Киевского национального университета имени Тараса Шевченко.

## Биография
Валерий Иванов родился в Луганске 19 июля 1961 году. Трудовую деятельность начал в 17 лет на шахте «Ворошиловградская 1-2» в шахтопроходном управлении № 5 треста «Ворошиловградшахтопроходка».
Образование получил в местном педагогическом институте, где учился на историческом факультете. В 1988 году стал аспирантом, ассистентом, доцентом факультета журналистики КНУ им. Шевченко. С 1995 года — заместитель директора по научной работе. В 1996 году защитил докторскую диссертацию на тему «Методология и методика исследования содержания массовой коммуникации».
С 1997 года — профессор кафедры периодической печати, затем — заведующий кафедрой организации массово-информационной деятельности Института журналистики КНУ имени Тараса Шевченко.
С 2001 г. возглавляет Академию украинской прессы.

## Научная деятельность
Профессор В. Иванов — автор и соавтор более 500 научных работ, в том числе 30 монографий, 10 учебников и 26 пособий, 48 брошюр.
Основные работы:
- Это нашей истории строки. Луганск: Молодёжное научно-экономическое объединение, 1990. — 294 с.
- Контент-анализ: Методология и методика исследования: Учебное пособие. — М.: ИСДО, 1994. — 112 с.
- Теоретико-методологические основы изучения содержания массовой коммуникации / Под науч. ред. А. З. Москаленко. — М., 1996. — 202 с.
- Experience of Content Analysis: Models and Practices. — Kyiv: Center for Free Press, 2005. — 234 p. соавт. Kostenko N.V.)
- News vs. news: The election campaign in the TV news programs. — Kyiv: CFP, 2005. — 204 p. (Kostenko N.)
- Журналистская этика: третий изд., Испр. — М .: Издательско-полиграфический центр «Киевский университет», 2008. — 224 с.
- Практикум по журналистской этике: Учебное пособие / Передм. В. П. Мостового; Под ред. проф. Иванова. — 2-е изд., Стереотип. — М .: Издатель О.Зень, 2012. 320 с. (соавт. С. В. Штурхецкий)
- Массовая коммуникация: Монография. — М .: АУП, ЦВП, 2013—902 с.
- Медиаобразование и медиаграмотность: Учебник / Ред.-сост. В. Ф. Иванов, О. В. Волошенюк; По научной редакцией В. В. Ризуна; Издание третье с изменениями и дополнениями. — М .: ЦИП, АУП, 2014. — 432 с. (соавт.)
- Журналистская этика: Пособие для подготовки к государственному экзамену / Под ред. В. П. Мостового и В. В. Резуна. — Киев, ООО «ЗН УА» 2014—224 с. (соавт.)
- Социология массовой коммуникации.
- Современные методики контент-анализа: Учебное пособие. — М .: Кондор, 2018. — 416 с. (соавт.)

## Достижения
- В 1992 году Иванов получил золотую медаль НАНУ за победу в конкурсе молодых ученых[5].
- Почетная грамота Верховной Рады Украины в 2009 году.